# Босна и Херцеговина на Летњим олимпијским играма 2016.
Босна и Херцеговина ће учествовати на Летњим олимпијским играма 2016. које ће се одржати у Рио де Жанеиру (Бразил) од 5. до 21. августа 2016. године. Биће то седмо по реду учешће босанскохерцеговачких спортиста на Летњим олимпијским играма од стицања независности 1992. године.
Босну и Херцеговину представља представља 11 спортиста, 7 мушкараца и 4 жене у 5 спортова. Националну заставу на свечаној церемонији отварања Игара носиће атлетичар Амел Тука.

## Учесници по спортовима
| Спорт      | Мушкарци | Жене | Укупно |
| ---------- | -------- | ---- | ------ |
| Атлетика   | 4        | 1    | 5      |
| Пливање    | 1        | 1    | 2      |
| Стрељаштво | 0        | 1    | 1      |
| Тенис      | 2        | 0    | 2      |
| Џудо       | 0        | 1    | 1      |
| 5 спортова | 7        | 4    | 11     |

## Атлетика
Следећи спортисти остварили су норме прописане од Међународне атлетске федерације:
Мушкарци
| Атлетичар | Дисциплина | Квалификације | Квалификације | Полуфинале | Полуфинале | Финале   | Финале  |
| Атлетичар | Дисциплина | Резултат      | Пласман       | Резултат   | Пласман    | Резултат | Пласман |
| --------- | ---------- | ------------- | ------------- | ---------- | ---------- | -------- | ------- |
| Амел Тука | 800 м      |               |               |            |            |          |         |

| Атлетичар   | Дисциплина   | Квалификације | Квалификације | Финале   | Финале  |
| Атлетичар   | Дисциплина   | Резултат      | Пласман       | Резултат | Пласман |
| ----------- | ------------ | ------------- | ------------- | -------- | ------- |
| Хамза Алић  | бацање кугле |               |               |          |         |
| Кемал Мешић | бацање кугле |               |               |          |         |
| Месуд Пезер | бацање кугле |               |               |          |         |

Жене
| Атлетичарка   | Дисциплина | Финале   | Финале  |
| Атлетичарка   | Дисциплина | Резултат | Пласман |
| ------------- | ---------- | -------- | ------- |
| Лусија Кимани | маратон    |          |         |

## Пливање
Босанскохерцеговачки олимпијски комитет је добио две универзалне позивнице од стране ФИНА за учешће на Летњим олимпијским играма 2016. у Рију.
| Такмичар         | Дисциплина         | Квалификације | Квалификације | Полуфинале        | Полуфинале        | Финале            | Финале            |
| Такмичар         | Дисциплина         | Резултат      | Пласман       | Резултат          | Пласман           | Резултат          | Пласман           |
| ---------------- | ------------------ | ------------- | ------------- | ----------------- | ----------------- | ----------------- | ----------------- |
| Михајло Чепркало | 1.500 м слободно М | 15:31,62      | 37/45         | Н/Д               | Н/Д               | Није се пласираo  | Није се пласираo  |
| Амина Кајтаз     | 100 м делфин Ж     | 1:01,67       | 35/45         | Није се пласирала | Није се пласирала | Није се пласирала | Није се пласирала |

## Стрељаштво
Босна и Херцеговина добила је специјалну позивницу у овој досциплини на основу прерасподеле квота.
| Стрелкиња         | Дисциплина          | Квалификације | Квалификације | Финале            | Финале            |
| Стрелкиња         | Дисциплина          | Резултат      | Пласман       | Резултат          | Пласман           |
| ----------------- | ------------------- | ------------- | ------------- | ----------------- | ----------------- |
| Татјана Ђекановић | ваздушна пушка 10 м | 410,8         | 35/51         | Није се пласирала | Није се пласирала |

## Тенис
Босна и Херцеговина је добила једно место у тенису на основу специјалне позивнице Међународне тениске федерације. Међутим како је касније Џумхур који је првобитно добио позивницу због отказа других тенисера остварио директан пласман преко ренгинга, његова позивница је преусмерена на ОК БиХ, односно на другорангираног босанскохерцеговачког тенисера Мирзу Башића.
| Тенисер      | Дисциплина  | Прво коло                   | Друго коло         | Треће коло         | Четвртфинале       | Полуфинале         | Финале / БМ        | Финале / БМ      |
| Тенисер      | Дисциплина  | Резултат Противник          | Резултат Противник | Резултат Противник | Резултат Противник | Резултат Противник | Резултат Противник | Плас.            |
| ------------ | ----------- | --------------------------- | ------------------ | ------------------ | ------------------ | ------------------ | ------------------ | ---------------- |
| Дамир Џумхур | Мушки сингл | Села (ISR) · ПОР 4:6, 4:6   | Није се пласирао   | Није се пласирао   | Није се пласирао   | Није се пласирао   | Није се пласирао   | Није се пласирао |
| Мирза Башић  | Мушки сингл | Монако (ARG) · ПОР 2:6, 2:6 | Није се пласирао   | Није се пласирао   | Није се пласирао   | Није се пласирао   | Није се пласирао   | Није се пласирао |

## Џудо
На основу светске џудо ранг листе објављене 30. маја 2016. БиХ има обезбеђену једну учесничку квоту у џудоу.
| Џудиста      | категорија | Прво коло          | Друго коло         | Четвртфинале       | Полуфинале         | Репесаж            | Финале / БМ        | Финале / БМ |
| Џудиста      | категорија | Противник Резултат | Противник Резултат | Противник Резултат | Противник Резултат | Противник Резултат | Противник Резултат | Плас.       |
| ------------ | ---------- | ------------------ | ------------------ | ------------------ | ------------------ | ------------------ | ------------------ | ----------- |
| Лариса Церић | +78 кг     | Слободна           | Чикроуху (TUN) ·   |                    |                    |                    |                    |             |